# 津和野騒動
津和野騒動（つわのそうどう）は、江戸時代初期の寛永12年（1635年）に津和野藩亀井家で起こったお家騒動。塩治騒動ともいう。

## 概要
亀井家の重臣は、元々、山陰・山陽地方で勢力を誇っていた尼子氏に仕えていた多胡勘解由らの一派と、因幡鹿野藩から初代藩主亀井政矩とともに津和野藩に入ってきた多胡真清らの一派に分かれていた。
1635年（寛永12年）に両派の争いの結果、勘解由らが追放、切腹となった。
この事件は、当然ながら幕府にも知られるところとなったが、藩主亀井茲政の生母・光明院は徳川譜代の家臣・松平康重の娘であったためか、改易などの処分は受けていない。